# Grote of Sint-Laurenskerk (Rotterdam)
De Grote of Sint-Laurenskerk, vaak kortweg Laurenskerk genoemd, is een gotisch kerkgebouw in Rotterdam. Ze is het enige overblijfsel van het middeleeuwse Rotterdamse stadscentrum. De huidige kerk is een kruising tussen een hallenkerk en een kruisbasiliek. In de kerk is in een van de tentoonstellingskapellen nog een knopkapiteel aanwezig van haar voorganger, een tweebeukige hallenkerk zonder koor en toren. De kerk is gewijd aan Laurentius van Rome, de patroon van Rotterdam.

## Geschiedenis

### Kerk en toren
Reeds in 1350 was er in Rotterdam een hallen(parochie)kerk zonder toren (gewijd aan Laurentius en Magdalena), op de plaats van het huidige koor van de St. Laurenskerk. In 1412 werd de eerste steen voor het kerkgebouw gelegd, met de toren werd in 1449 begonnen. Aan het einde van de vijftiende eeuw was de kerk voltooid. De toren was toen net zo hoog als de kerk, en werd pas in 1548 met een derde geleding verhoogd. In 1621 werd de toren voorzien van een houten spits naar een ontwerp van Hendrick de Keyser. Door de slechte kwaliteit van het gebruikte hout moest deze spits in 1645 alweer worden afgebroken. In de jaren 1645-1646 werd de toren door Dirc Davidsz. Versijde voor de tweede keer verhoogd, nu naar zijn huidige hoogte. De toren werd daarbij voorzien van een stenen vierde geleding, die in 1650 te zwaar bleek te zijn voor de fundering. De toren werd opnieuw onderheid met 500 grenen masten, de fundering werd verzwaard (zie de breed uiteenlopende torenvoet van rode baksteen tot eerste geleding) en in 1655 stond de toren weer recht. Deze vierde geleding is de enige in Nederland met gotische en barokke elementen en een stenen wijzerplaat met uurwerk als onderdeel van de toren (in andere gotische torens werd in later tijden een uurwerk met wijzerplaat van koper of ijzer aangebracht in de galmgaten van de toren of onderaan de spits).
De toren en de kerk waren aanvankelijk gescheiden door een smal water dat Slikvaart heette. Het Hoogheemraadschap van Schieland maakte bezwaar tegen demping uit vrees voor afwateringsproblemen. Rond 1460 bestond dit bezwaar niet meer en werd het watertje gedempt. Hierna werd het schip van de kerk verlengd in de richting van de toren.

### Na de reformatie
Veel belangrijke gebeurtenissen vonden in de kerk plaats. De laatste pastoor van de Laurenskerk was Hubert Duifhuis. In 1572 werd tijdens de Reformatie de Laurenskerk een protestantse kerk. Anders dan in andere kerken vond hier geen beeldenstorm plaats: de altaren werden afgebroken, de beelden verwijderd en op 15 november van hetzelfde jaar hield dominee Cornelis Cooltuin er de eerste gereformeerde predicatie. Tot de predikanten van de Laurenskerk behoorden Casparus Nicolai Grevinckhoven, de eerste predikant na de Reformatie, Wilhelmus à Brakel (schrijver van het dogmatisch standaardwerk De Redelijke Godsdienst), Abraham Hellenbroek (schrijver van het catechisatieboekje Voorbeeld der Goddelijke Waarheden voor bevindelijk gereformeerden), Johannes Jacobus van Oosterzee en J.R. Callenbach, die in 1910 een boekje schreef over de historie van de kerk.

### Na 1940
Tijdens het bombardement op Rotterdam op 14 mei 1940 werd ook de Laurenskerk zwaar beschadigd. Door de brandende omgeving vatte de toren, die in de houten steigers stond, vlam, en vervolgens sloeg de brand over naar de kerk, die op de buitenmuren na geheel afbrandde. Aanvankelijk gingen er stemmen op om de kerk te slopen, maar dit werd door Hitler verboden: de kerk werd "Auf Befehl des Führers unter Kunstschutz gestellt". Ook binnen de voorlopige Rijkscommissie voor de Monumentenzorg waren voor- en tegenstanders van restauratie. Met name commissielid architect J.J.P. Oud verzette zich tegen herbouw en bracht in 1950 een alternatief plan in de publiciteit waarbij slechts de toren als herdenkingsplaats zou worden behouden. Daarachter zou een nieuwe, kleinere kerk komen, met ertussenin een vijver. Dit alternatieve plan werd terzijde gelegd, vooral omdat de Laurenskerk te zeer als een symbool van de Rotterdamse gemeenschap werd gezien. In 1952 legde koningin Juliana de eerste steen voor de restauratie, die pas in 1968 werd voltooid.
In 1971 werd door de hervormde gemeente Rotterdam het Laurenspastoraat opgericht, dat sindsdien wekelijks kerkdiensten verzorgt. In 1981 werd de Laurenskerk ook de thuisbasis van de vrijzinnige wijkgemeente Maaskant/Open Grenzen. De Laurenskerk is in Nederland een van de weinige uit de middeleeuwen stammende, bij protestanten in gebruik zijnde, grootstedelijke kerkgebouwen die nog elke zondag voor de eredienst worden gebruikt.

### Uitbreiding
In het midden van de jaren 70 van de twintigste eeuw ontwierp architect Wim G. Quist een vijftal kubussen van 5 bij 5 meter, om aan de vraag naar meer gebruikersruimte in de kerk te voldoen. De kubussen, bekleed met grijze hardsteen, zijn tegen de noordelijke buitengevel van de kerk geplaatst. De ruimte tussen de kubussen is van glas, gevat in zwarte kozijnen. De architect koos voor een abstracte, niet-historiserende architectuur die niet zou concurreren met de bestaande kerk. Het ontwerp riep veel verzet op, en de kubussen werden de kisten van Quist genoemd. Na verloop van tijd verstomde het protest. De kubussen hebben elk hun functie en kunnen los van de kerk worden gebruikt.

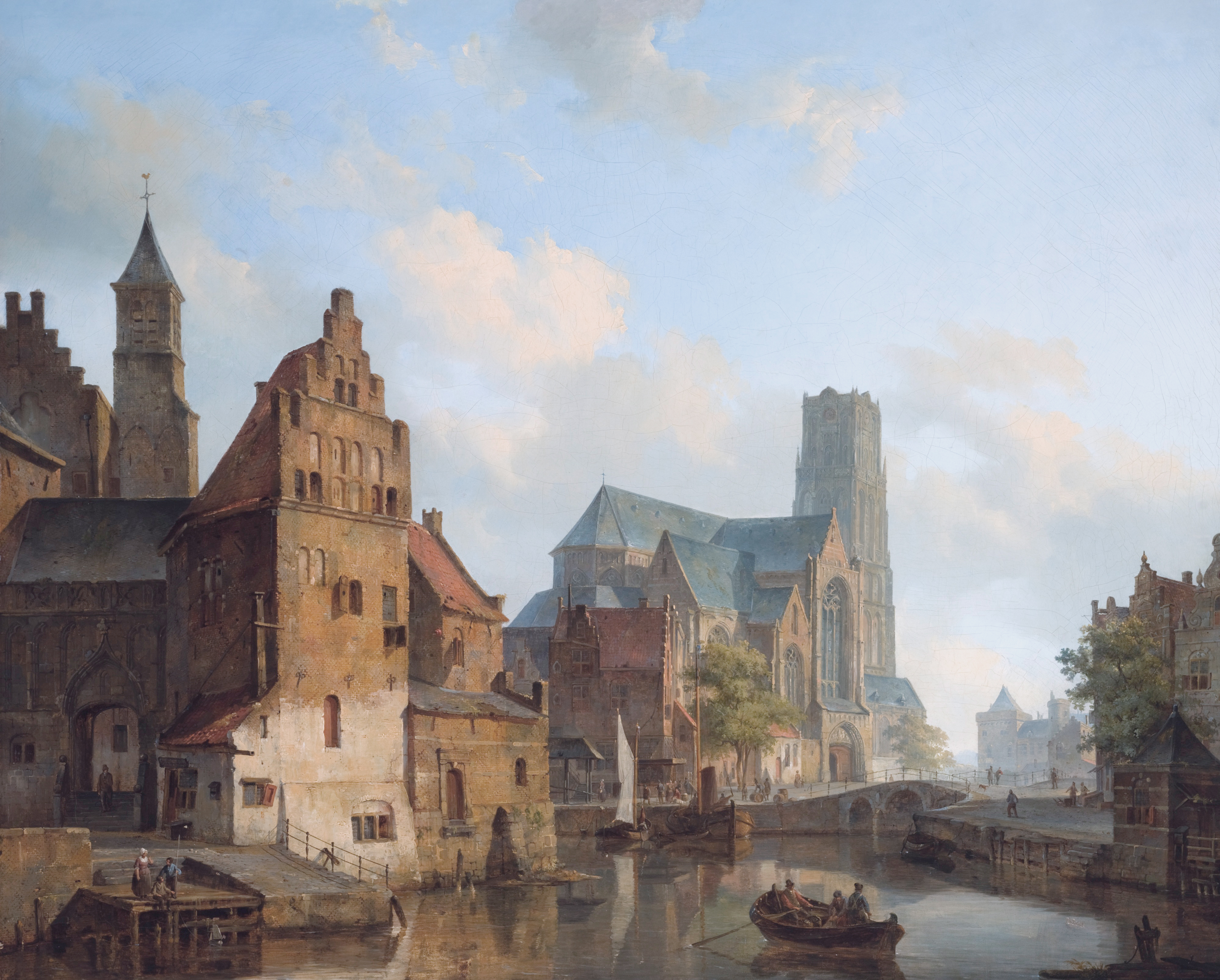
De Sint-Laurenskerk en omgeving, circa 1621–1645
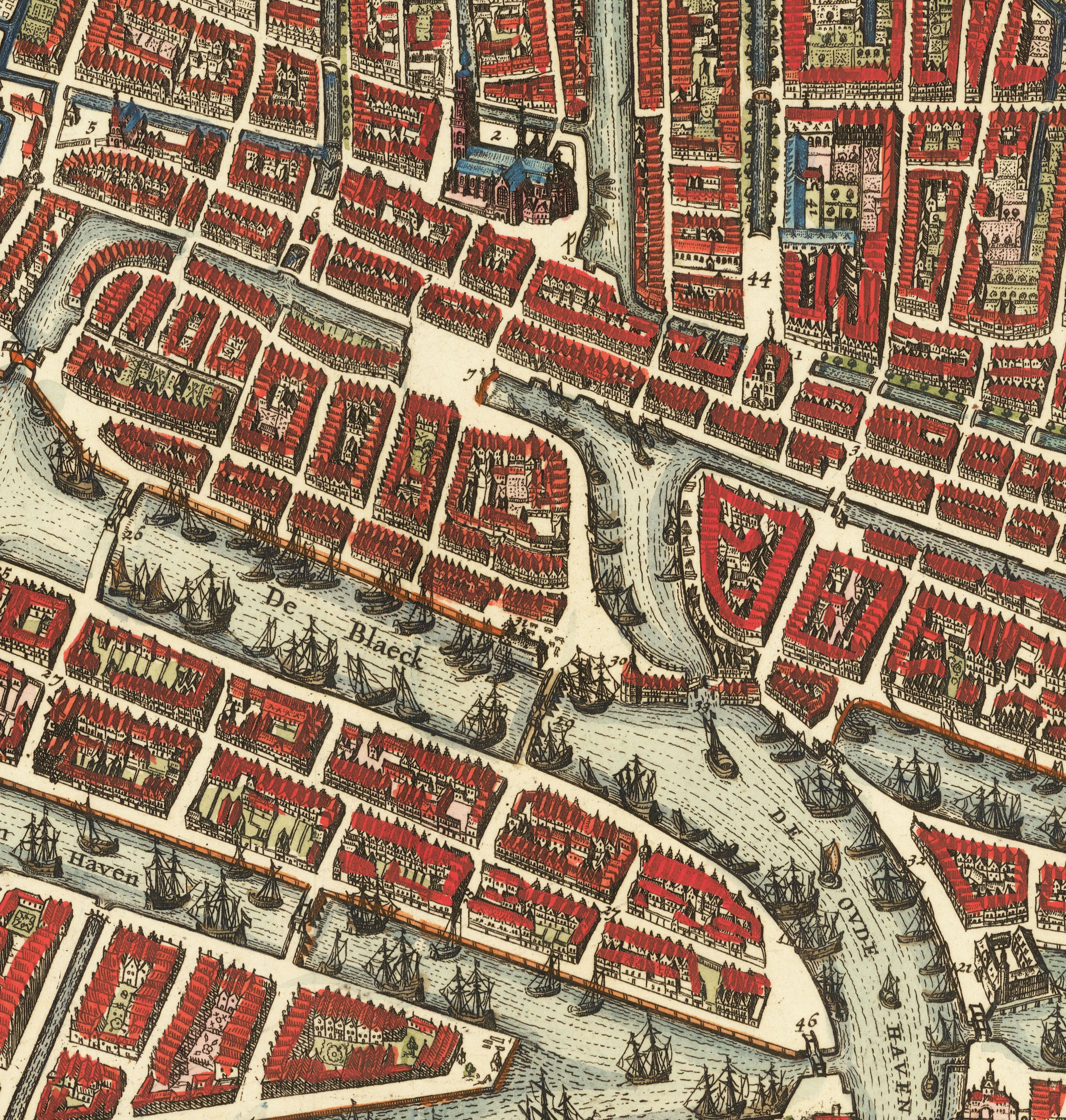
Kaart met de Sint Laurenskerk in 1690
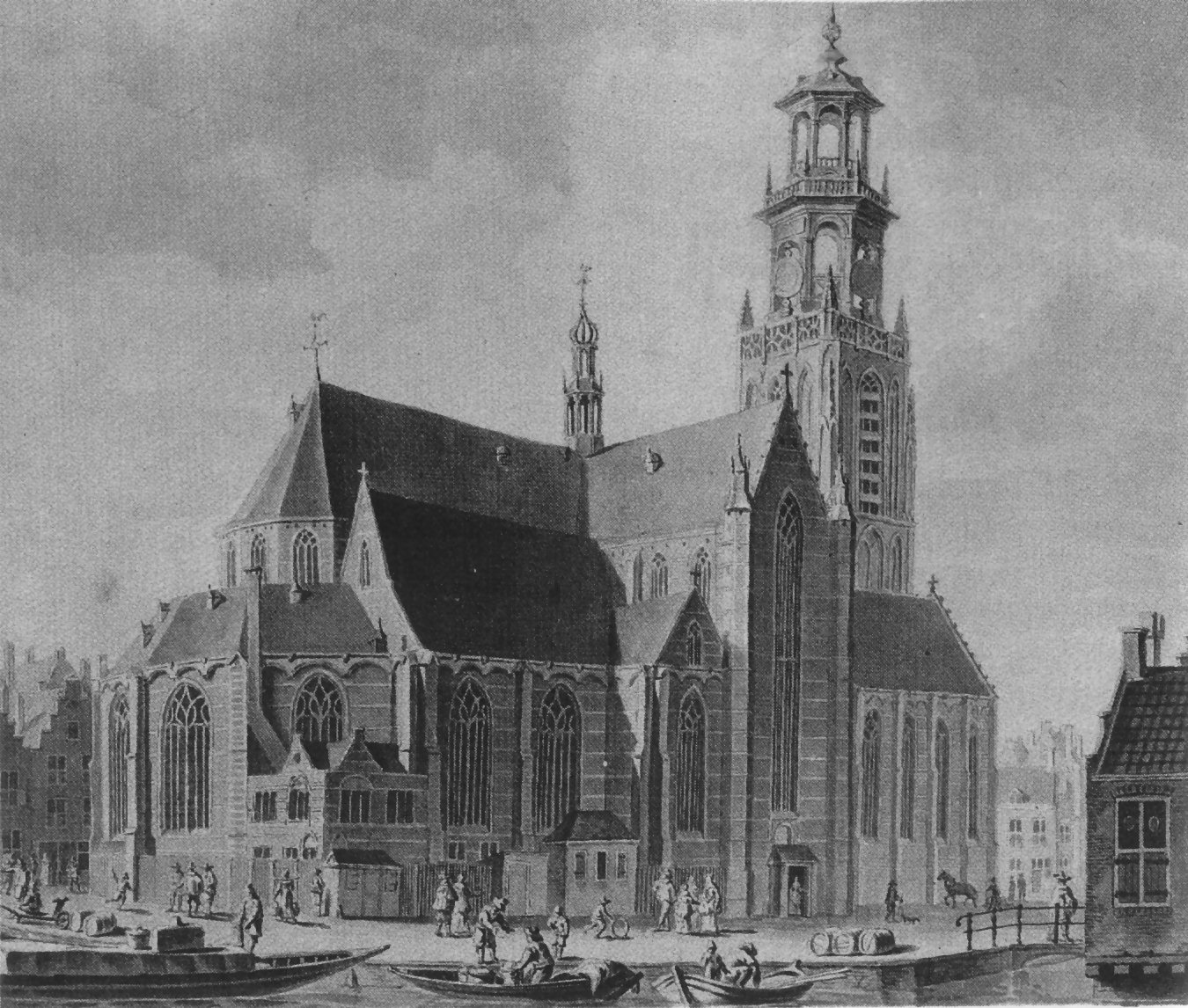
De Laurenskerk tussen 1621 en 1645, zoals omstreeks 1760 getekend door Leendert Brasser
De oostzijde rond 1937, gezien vanaf de Boerenvischmarkt. De aanbouwen zijn na de oorlog niet herbouwd
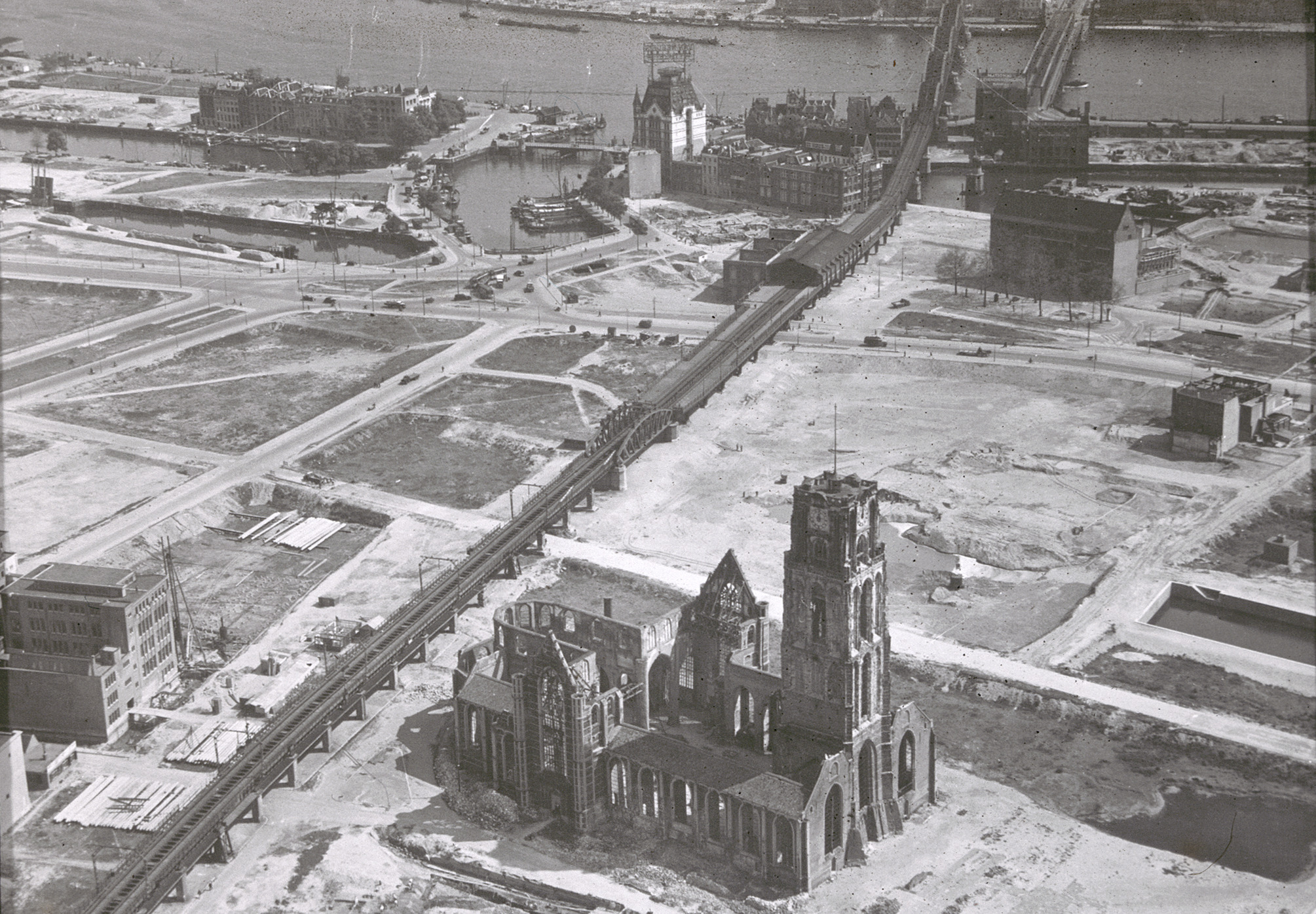
Ruïne van de Laurenskerk na het bombardement in 1940
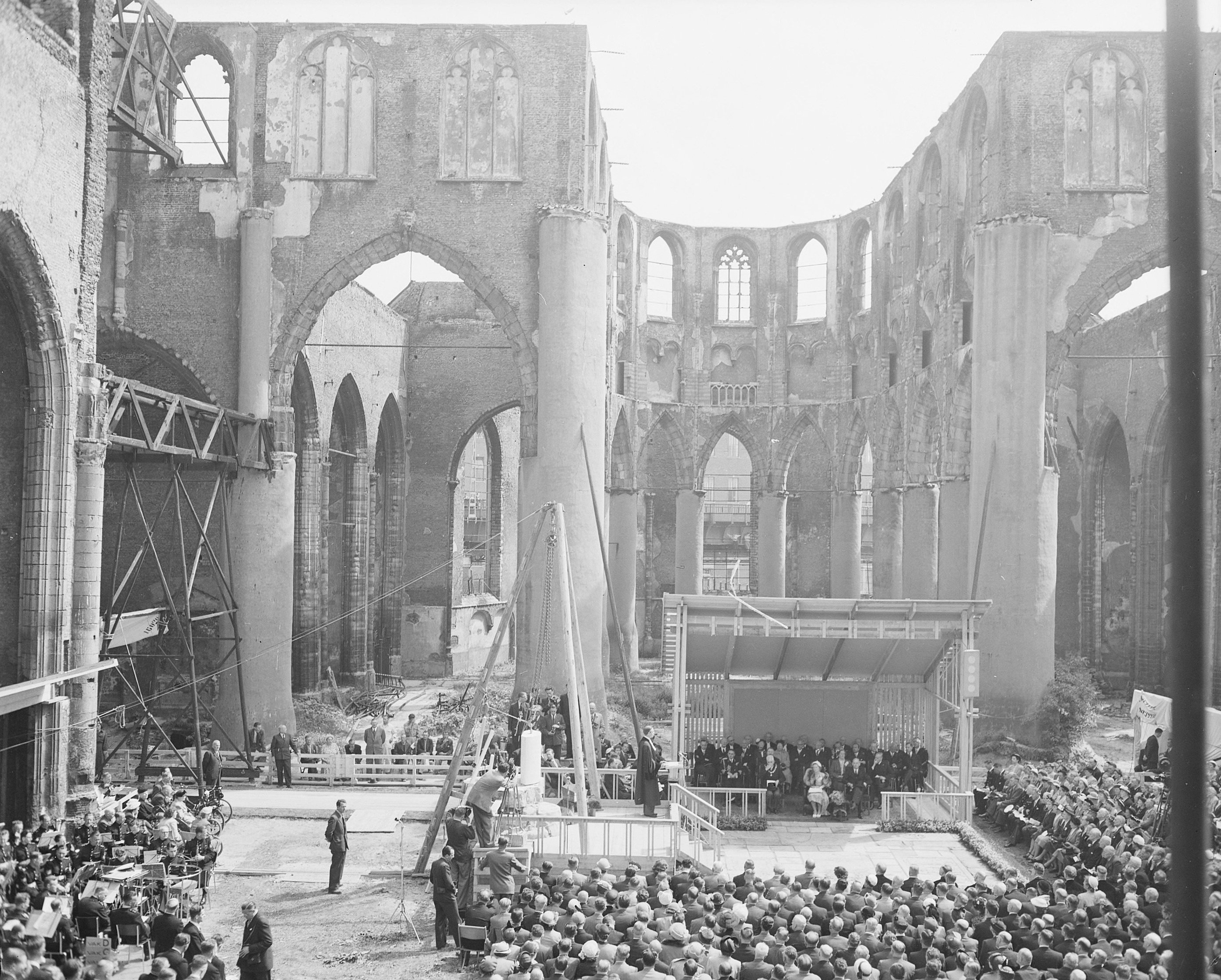
Eerste steenlegging in 1952
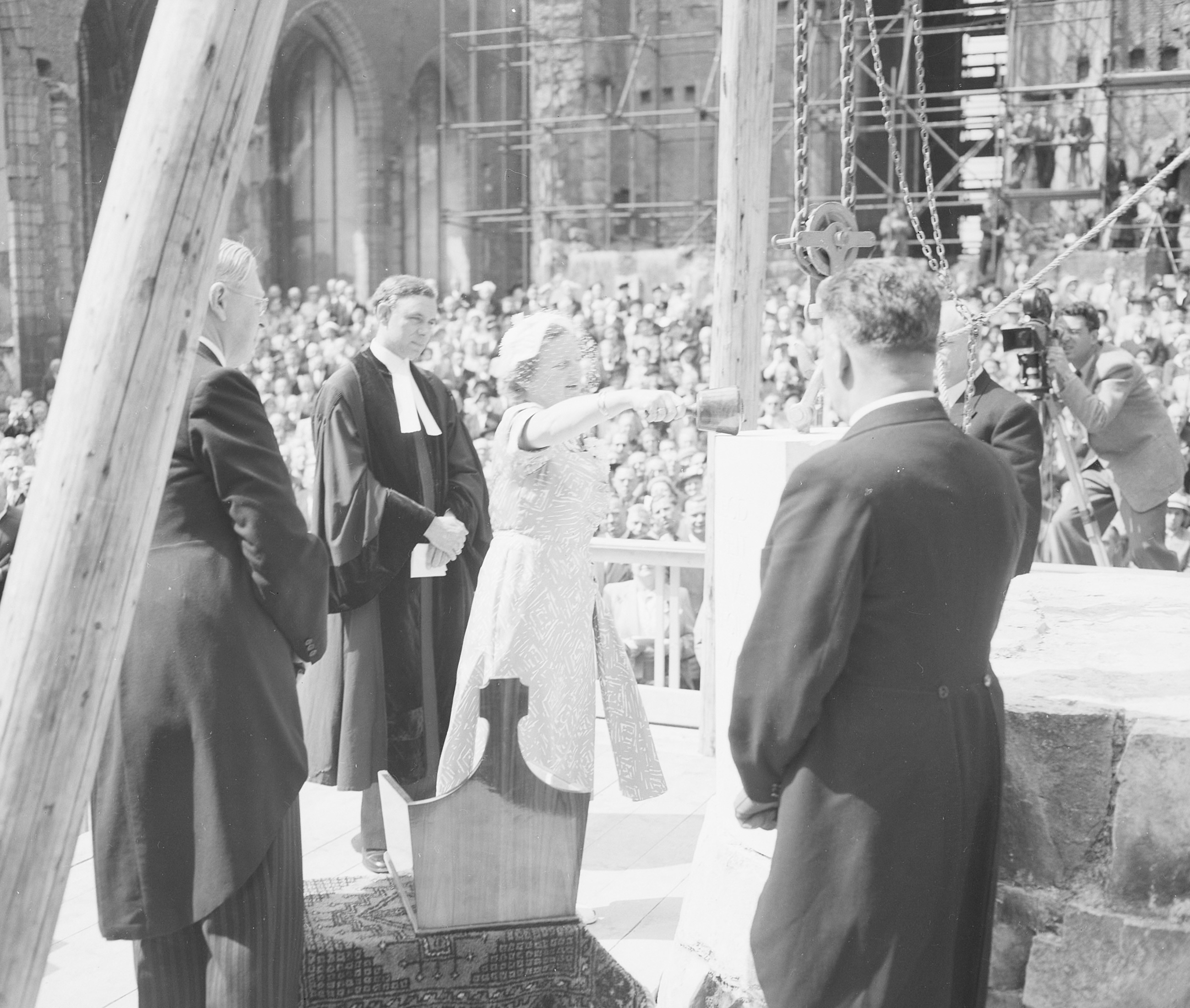
Eerste steenlegging door koningin Juliana in 1952
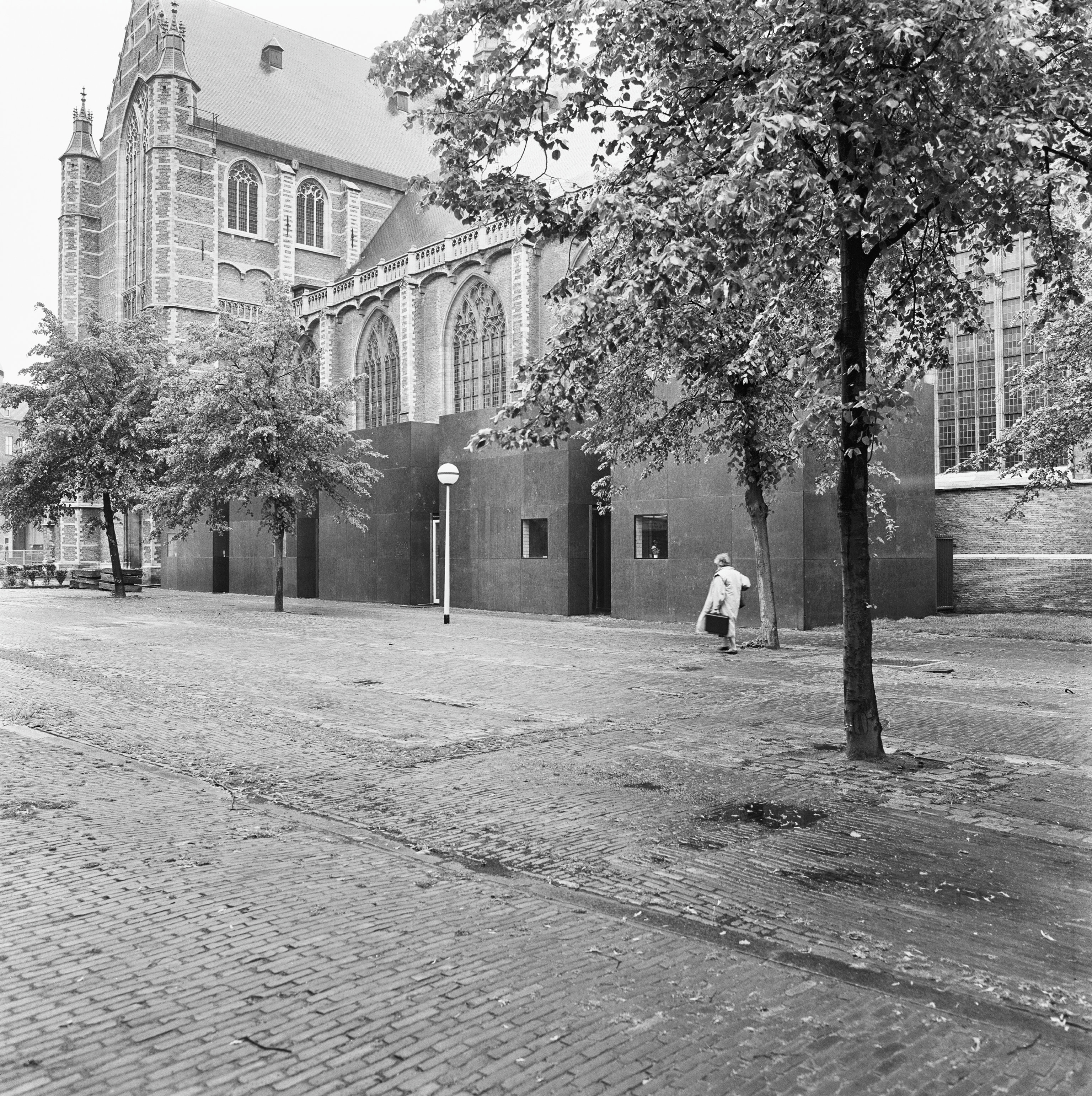
De noordgevel met de kubussen van Quist
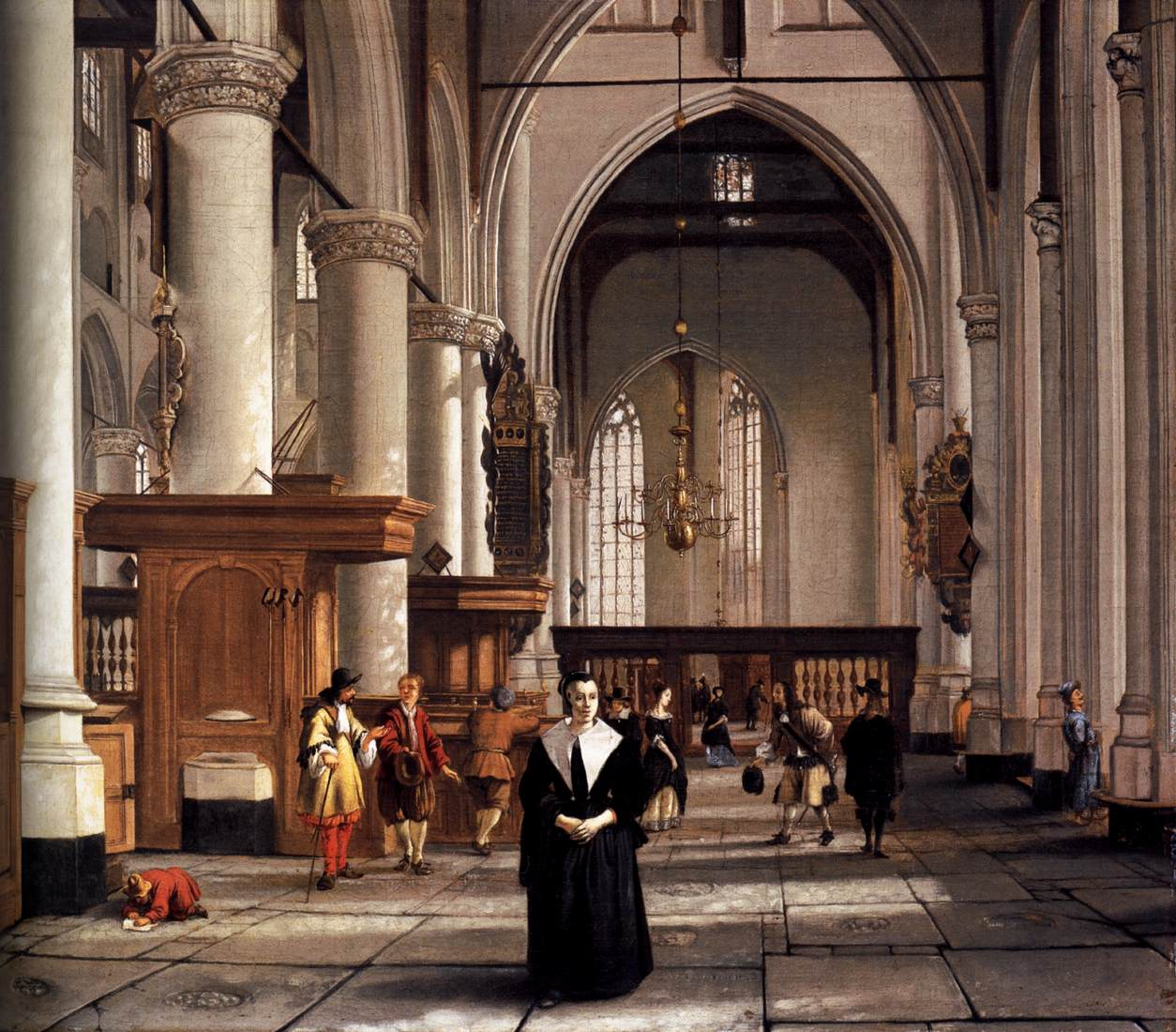
Cornelis de Man: Interieur van de Laurenskerk. Ca. 1664-1667. Den Haag, Mauritshuis

## Bezienswaardigheden

### Gebouw
De kerk bevat diverse bezienswaardigheden, onder andere de bronzen deuren in de toreningang, die oorlog en vrede afbeelden. Deze zijn ontworpen door de Italiaanse beeldhouwer Giacomo Manzù. Het is een geschenk van Pakhuismeesteren Rotterdam. Het uit vier delen bestaande koperen koorhek uit 1715 in Lodewijk XIV-stijl (barok), waaronder de zeer fraaie onbeschadigde deuren, met bovenop het enige marmerwerk van het oude hek, een opengewerkte latei met wapens van de kerkmeesters, is opgesteld in het hoogkoor. Het koor wordt nu aan de achterzijde afgesloten door het koperen hek. Op de iconische kapitelen boven de muurkolonnetten aan de ingangen van de kapellen van de noorder- en zuiderzijbeuk van het schip zijn taferelen te zien met Bijbelse en wereldse voorstellingen. Het opvallende bronzen doopvont, geschenk van warenhuis De Bijenkorf, is van de hand van Hans Petri. Het is een voorbeeld van naoorlogse figuratieve kunst. In de kapel van de Zending is een bronzen beeldengroep aangebracht voor zendingspredikant Anthonie van Hambrouck, die in de zeventiende eeuw werd vermoord op Nederlands-Formosa. Deze is van de hand van Leendert Bolle en dateert uit 1930, maar moest vanwege oorlogsschade na de oorlog opnieuw worden gegoten. In de kapel van Leven en Dood hangt een bronzen gedenkplaat, voor ds. Abraham Rutgers (1883-1942), doodgemarteld door kampbewakers van concentratiekamp Dachau, waar hij was opgesloten vanwege zijn stellingname tegen de Duitse bezetting. Het geld voor deze gedenkplaat, die werd gemaakt door Cor van Kralingen, werd bijeengebracht door de gemeenteleden van ds. Rutgers. Voorts is er in 1969 in een kapel een bronzen gedenkplaat aangebracht voor Steven Hoogendijk (1698-1788), ter gelegenheid van het 200-jarig bestaan van het Bataafs Genootschap. Deze is niet zichtbaar voor publiek.
In 11 van de 16 kapellen van de kerk, die sinds de reformatie geen functie meer hadden, is in 2010 een permanente tentoonstelling ingericht, getiteld: Een monument vol verhalen, met sprekende installaties en digitale toepassingen. Met respect voor de laatgotische architectuur worden in de kapellen thema's verbeeld die met de Sint-Laurenskerk en haar plaats in Rotterdam te maken hebben. De vloer van de 12 kapellen in het schip van de kerk is bedekt met 60 zerken van o.a. vooraanstaande Rotterdammers.
De kapel van de Librije wordt afgesloten door een eikenhouten doophek uit de 17e eeuw, afkomstig uit de hervormde kerk van Willige Langerak. In een van de vitrines van de kapel ligt een Erasmianium van Erasmus van Rotterdam, getiteld: D. Erasmi de Conscribendis Epistollis.
In een van de kapellen zijn door de Oorlogsgravenstichting in 1996 twee herdenkingsstenen aangebracht ter nagedachtenis aan de leden van het verzet. Een steen bevat een fragment van een radiotoespraak van Koningin Wilhelmina uit 1942. Deze zijn niet zichtbaar voor publiek.
In de kapel met het Cross of nails (nagelkruis) vindt elke vrijdagmiddag het Coventrygebed plaats voor vrede en verzoening. De naam is ontleend aan de Kathedraal van Coventry, die precies een half jaar na de Laurenskerk (14 november 1940) door een Duits luchtbombardement werd verwoest.
In de sluiting van het hoogkoor zijn drie gebrandschilderde ramen aangebracht, naar een ontwerp van glazenierster Gunhild Kristensen. Zij verbeelden het Pinksterverhaal. Het middelste raam dateert uit omstreeks 1965 en stelt de uitstorting van de Heilige Geest voor. De beide andere ramen werden toen niet gerealiseerd, maar na een inzameling vanuit de kerk gebeurde dat in maart 2017 alsnog. Het raam links stelt de Zon der Gerechtigheid voor, het raam rechts de blinkende Morgenster.

### Toren
De skyline van Rotterdam wordt niet meer bepaald door de Laurenstoren, hoewel hij wel de "oudste rechten" heeft te midden van de wolkenkrabbers. De 64 meter hoge toren is van april tot en met september, op woensdag en zaterdag onder begeleiding van een gids te beklimmen. Tijdens de beklimming zijn onder meer de drie grote luidklokken en het carillon van François Hemony uit 1660 met zijn enorme speeltrommel te zien. De beiaard is gespaard gebleven tijdens de brand bij het bombardement op Rotterdam, doordat hij op een betonnen vloer in de toren stond. In 1960 werd de beiaard nog uitgebreid met een vierde octaaf door Eijsbouts en hij heeft totaal 49 klokken. In datzelfde jaar goot Eijsbouts drie grote luidklokken. Ze klinken in de tonen A°-c'-d'. De grootste klok draagt het opschrift Laurencius van haar voorganger, die in 1461 werd gegoten door Jan en Willem Hoerken.

### Praalgraven
- Grafmonument van viceadmiraal Witte Corneliszoon de With (1599-1658), vervaardigd door P. Rijcx, naar ontwerp van Jacob Lois.
- Grafmonument van luitenant-admiraal Egbert Bartolomeusz Kortenaer (1604-1665), vervaardigd door Rombout Verhulst.
- Grafmonument van schout-bij-nacht Johan van Brakel (ca. 1618-1690), vervaardigd door J. Blommendael. In Reformatiekapel witmarmeren gedenkplaat met grafschrift, ingelegd met familiewapens van Johan van Brakel en figurale hoeken, op zwartmarmeren ondergrond.
- In de kapel een in de muur gebeeldhouwde witmarmeren wandplaat met Latijnse tekst, van Chalonerus Chute de la Vine, ridder in het graafschap Hampshire Engeland, (1688-1705), vervaardigd door J. de Vou. (Niet zichtbaar voor publiek).

### Zerken
- Gotische zerk van vóór de Reformatie met onder andere in het randschrift: "Bidt voor seyne ziel", 1553
- J. van Waesberghe, eerste boekdrukker in Rotterdam, 1590.
- Willem Buytewech, kunstschilder, waarvan schilderijen in Museum Boijmans Van Beuningen te Rotterdam en in het Rijksmuseum, 1624.
- Jan Cornelisz. Ouderogge, klok- en geschutgieter, (gieter van het standbeeld van Erasmus van Rotterdam), bronzen wapenschild met familiewapen, en bronzen gedenkplaat met grafschrift, in Renaissancestijl, 1625.
- De eerste en tweede vrouw van admiraal luitenant-generaal Maarten Harpertszoon Tromp, 1633.
- De vrouw van admiraal luitenant-generaal Piet Hein, 1640.
- Fam. Pesser, bierbrouwer van de Swarte Leeuw, (3 personen, door Rembrandt geschilderd), 1641.
- Henricus Zwaerdekroon, rector Latijnse School, met een opschrift uit de Koran in Arabische lettertekens, Sura 2, "Voorzie u van teerkost op de weg, de beste teerkost is Godsvrucht", 1652.
- Adriaan Slecht vd. Heym, staande zerk met zeer groot koperen wapenschild met familiewapens, grafschrift in loden letters, (niet zichtbaar voor publiek)  1706.
- Hendrik Roosevelt, een van de voorvaderen van de Amerikaanse presidenten Theodore Roosevelt en Franklin Delano Roosevelt, (niet zichtbaar voor publiek), 1728.
- Petrus Hofstede, predikant, Hoogleraar, 1803.

Veel van de 1340 zerken werden in 1940 vernietigd door de eerder genoemde brand. In twaalf kapellen van de noorder- en zuiderzijbeuk zijn de belangrijkste ingepast, waaronder de hierboven genoemde zerken. Enkele bijzondere zerken uit de kerk worden bewaard in het depot van het Museum Rotterdam. Aan het Kerklaantje van de Algemene Begraafplaats Crooswijk is een aantal zerken te vinden die de stoffelijke resten, afkomstig uit de Laurenskerk, bedekken. Vijftien zerken die naast de kerk lagen werden in 2009 gerestaureerd en tijdelijk opgeslagen. Bij de herinrichting van de Binnenrotte zullen in de toekomst tien hiervan aan de buitenzijde van het koor worden gelegd; deze zerken zullen aldus het kerkhof markeren dat tot 1620 achter de kerk heeft gelegen.

## Orgels
De kerk heeft vijf orgels. Het hoofdorgel en het pijpwerk van het transeptorgel en koororgel werden bij de naoorlogse wederopbouw van de kerk gemaakt door de Deense orgelbouwersfirma Marcussen & Søn. Deze drie orgels werden door organist George Stam omschreven als: "De Koning in het schip, de jonge Prins in het transept en het kleine Prinsesje in het koor".
1. Het hoofdorgel, 23 meter hoog, met vier manualen, 85 registers en 7600 pijpen, is het grootste kerkorgel met mechanische tractuur van Europa. De orgelkas is een ontwerp van de architect J.W.C. Besemer. Het marmeren oksaal is een exacte kopie van het oksaal (J.Giudici 1746-1819) van het in de oorlog door brand verwoeste hoofdorgel, met nog bewaard gebleven bronzen ornamenten. Het orgel kwam gereed in 1973. Bijzonder is het nieuw vervaardigde chamadewerk (een rij tongwerken) boven de speeltafel.
2. Van het transeptorgel met 44 registers is de hoofdwerkkas afkomstig uit de Grote of Bartholomeüskerk te Schoonhoven. Deze was in 1539 gemaakt, vermoedelijk door de houtsnijder Adriaen Schalcken uit 's-Hertogenbosch, voor een deel van dit orgel dat op het doksaal stond en dat door Hendrik Niehoff zou zijn gebouwd. De kas werd door meubelmaker van der Ende & zn. uit Schoonhoven[7] gerestaureerd. Het pijpwerk werd in 1959 door Marcussen & Søn gemaakt. Het werd daarbij voorzien van een rugwerk, dat door de meubelmaker werd gemaakt in de stijl van het hoofdwerk. Het werd in Rotterdam in het transept van de kerk geplaatst.
3. De kas van het koororgel met acht registers is uit 1720, en is afkomstig uit een Oudkatholieke schuilkerk in Amsterdam. Ook hiervoor heeft Marcussen nieuw pijpwerk gemaakt.
4. Het kapelorgel met vijf registers werd in 1963 gemaakt door de firma Van Vulpen te Utrecht. Het werd in 1990 in de kapel van de Sint-Laurenskerk geplaatst.
5. Voor kamermuziek is sinds 2006 een kistorgeltje aanwezig, gemaakt door de orgelbouwer Klop te Garderen.

Hayo Boerema is sinds 2005 de organist-titularis van de Laurenskerk. Regelmatig zijn er orgelconcerten, en traditioneel is er elk jaar in januari een nieuwjaarsconcert.

## Gebruik
In de eenentwintigste eeuw wordt de Sint-Laurenskerk, naast de nog bestaande functie voor de eredienst, in toenemende mate multifunctioneel geëxploiteerd. De kerkruimte is te huur voor concerten, toneelvoorstellingen en andere grote bijeenkomsten. Jaarlijks wordt in de Laurenskerk op Palmzondag de Matthäus Passion van Bach uitgevoerd door de Laurenscantorij en het Laurens Bachorkest. Tevens vinden in de kerk ceremonies plaats van het Erasmiaans Gymnasium en de Erasmus Universiteit Rotterdam, alsmede beëdigingen van politiepersoneel.
In 2015 werd in een van de kapellen van de noorderzijbeuk restaurant De Swarte Leeuw geopend.

## In de kunst
De kerk is vaak afgebeeld, bijvoorbeeld door de 17e-eeuwse schilders Daniël de Blieck, Ludolf de Jongh, Anthonie de Lorme en Cornelis de Man, de 18e-eeuwse tekenaar Leendert Brasser en de 19e-eeuwse schilder Cornelis Springer. In Museum Rotterdam is een houten replica te zien van de laatste geleding van de Laurenstoren. Een 21e-eeuwse impressie van de toren van de Laurenskerk is te zien in het kunstwerk Hoorn des Overvloeds van Arno Coenen en Iris Roskam in de Markthal van Rotterdam.